# Josef Franz Georg Scheu

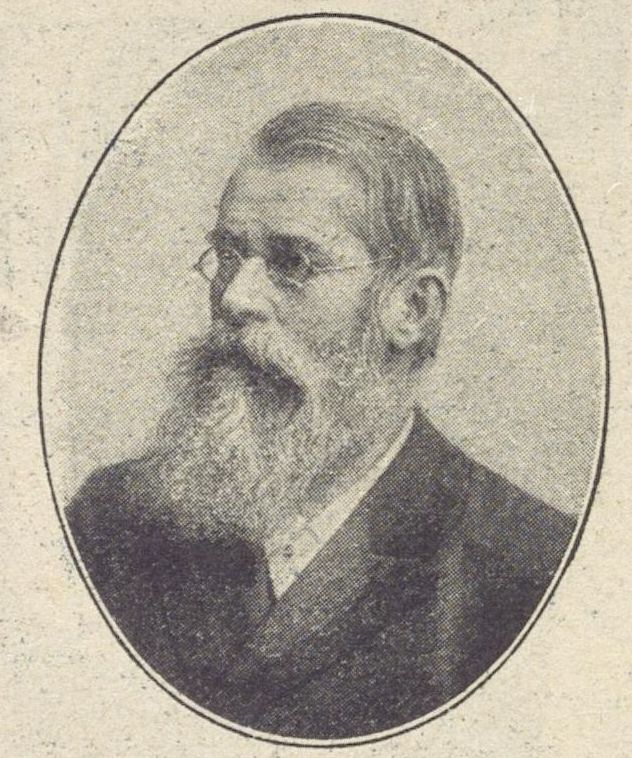
Josef Scheu

Josef Franz Georg Scheu (* 15. September 1841 in Wien; † 12. Oktober 1904 ebenda) war ein österreichischer Musiker und Gewerkschafter. Wie seine Brüder Andreas und Heinrich Scheu war er in der Arbeiterbewegung aktiv. 

## Biographie
Scheu war zunächst als Chorsänger im Theater an der Wien tätig und studierte am Konservatorium der Stadt Wien Musik. 1865 nahm er eine Stelle als Hornist am Burgtheater an und hatte erste Erfolge mit eigenen Kompositionen. 
Weithin bekannt machte ihn das „Lied der Arbeit“. Am 6. Februar 1868 war im Arbeiterbildungsverein Gumpendorf eine Liedertafel gegründet worden. Der 21-jährige Graveurgehilfe Josef Zapf vermittelte, zunächst anonym, dem Verein sein zehnstrophiges Gedicht. Andreas Scheu trug es seinem Bruder vor, der es umgehend vertonte. Anlässlich einer Arbeiterfeier für Ferdinand Lassalle am 29. August 1868 im Gasthaus Zobel in Rudolfsheim-Fünfhaus wurde es vor etwa 4000 Gästen uraufgeführt. 
1878 gründete Josef Scheu den Arbeiter-Sängerbund Wien und wurde zugleich dessen Leiter. 1890 war er Mitbegründer und Chorleiter der „Freien Typographie“. Da er auch Frauen die Mitwirkung ermöglichte, schuf er damit den ersten gemischten Arbeiterchor.
1880 bat er den in Stuttgart lebenden Dramatiker und Sozialisten Albert Dulk um ein Opernlibretto, „ am liebsten würde mir ein Märchen zusagen“. Dulk schrieb daraufhin die „sozialistische Oper“ Der Zauberwald. Doch weder Scheu noch Dulk fanden in ihren unterschiedlichen Vorstellungen einen Konsens, so dass Scheu von einer Umsetzung seiner „Erstlingsoper“ schließlich Abstand nahm.        
Scheu war neben seiner musikalischen Tätigkeit auch auf gewerkschaftlicher Ebene tätig. So setzte er mit der 1872 erfolgten Gründung des „Wiener Musikerbunds“, der ersten Interessenvertretung für Musiker, lohn- und arbeitsrechtliche Verbesserungen durch. Allerdings wurde er dafür und wegen seiner übrigen gewerkschaftlichen und politischen Tätigkeiten vom Burgtheater 1881 zwangspensioniert und von der Polizei verhaftet. Der Musikerbund war bereits 1873 behördlich aufgelöst worden. 
Ab 1895 schrieb er für die Arbeiter-Zeitung die Musikkritiken. Als Komponist verfasste er unter anderem damals populäre Kampflieder für die Arbeiterschaft, wobei er auch Texte seines in England lebenden Bruders Andreas Scheu vertonte.

## Söhne
- Robert Scheu (* 11. Juli 1873 in Schönau in Niederösterreich, † 25. Jänner 1964 in Wien) war Redakteur bei der Arbeiter-Zeitung und arbeitete bei der „Fackel“ und beim „Simplicissimus“ mit. Er war als Schriftsteller, Essayist und Kulturpolitiker tätig.

- Gustav Scheu (* 7. Oktober 1875 in Wien, † 9. März 1935 ebenda) war von Beruf Rechtsanwalt. Politisch war er als Stadtrat in Wien zwischen 1919 und 1923 tätig. Gustav Scheu war mit der Schriftstellerin Helene Scheu-Riesz (1880–1970) verheiratet.

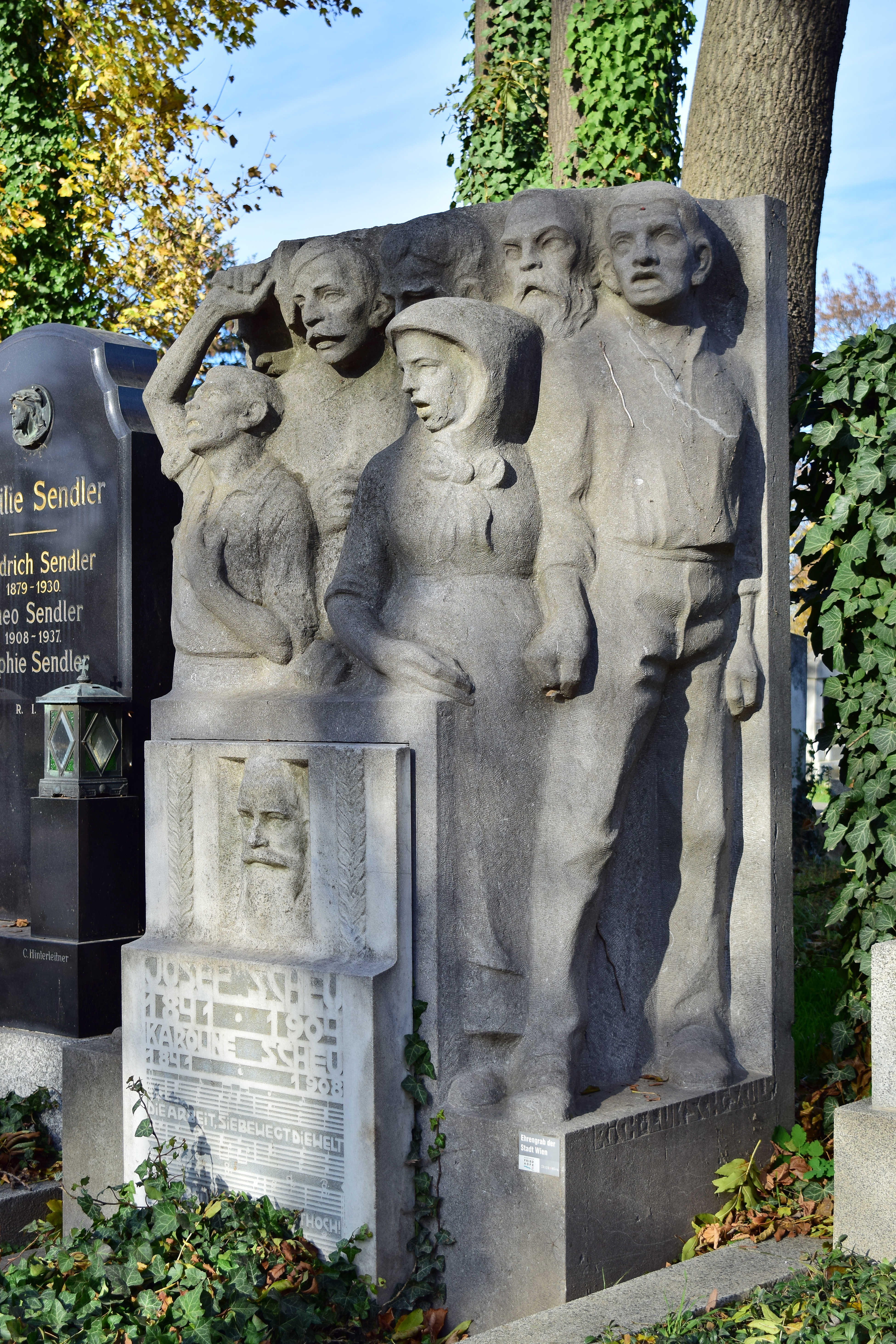
Georg Scheus Grab von Richard Luksch auf dem Wiener Zentralfriedhof

## Ehrungen
- Im Jahr 2001 wurde nach ihm der Scheu-Park zwischen der Margaretenstraße und der Bräuhausgasse in Wien-Margareten benannt.
- Der im 11. Wiener Gemeindebezirk Simmering in der Drischützgasse 5 nach Plänen von Franz Wiesmann errichtete Gemeindebau wurde als Josef-Scheu-Hof benannt.
- Die frühere Goethegasse im 10. Wiener Gemeindebezirk Favoriten wurde 1919 auf den Namen Scheugasse umbenannt.
- Josef Franz Georg Scheu wurde am 14. Oktober 1904 auf dem Wiener Zentralfriedhof beigesetzt. Seine Grabstelle in der Gruppe 64, Reihe 2, Nummer 18 ist ein von der Stadt Wien ehrenhalber gewidmetes Grab.